# Bematherium
Bematherium is een geslacht van uitgestorven buideldieren uit de familie Diprotodontidae van de orde Diprotodontia. Het geslacht omvat als enige soort Bematherium angulum.